# Tsukasa Umesaki
Tsukasa Umesaki (jap. 梅崎 司 Umesaki Tsukasa; ur. 23 lutego 1987) – japoński piłkarz, reprezentant kraju. Obecnie występuje w Urawa Reds.

## Kariera klubowa
Od 2005 roku występował w klubach Oita Trinita, Grenoble Foot 38, Urawa Reds.

## Kariera reprezentacyjna
W reprezentacji Japonii Tsukasa Umesaki zadebiutował 6 września 2006 roku.

## Statystyki
| Reprezentacja Japonii | Reprezentacja Japonii | Reprezentacja Japonii |
| Rok                   | Mecze                 | Gole                  |
| --------------------- | --------------------- | --------------------- |
| 2006                  | 1                     | 0                     |
| Razem                 | 1                     | 0                     |